# وكالة فيدس
وكالة فيدس (بالإيطالية: Agenzia Fides)‏ هي وكالة أنباء للفاتيكان تأسست في 5 يونيو 1927 بموجب قرار المجلس الأعلى العام للبعثة البابوية لنشر الإيمان في اجتماعه في أبريل من السنة نفسها، وهي قسم من مجمع تبشير الشعوب [الإنجليزية]، وكانت أول وكالة أنباء للكنيسة الكاثوليكية، ومن أوائل وكالات الأنباء العالمية، وحصلت على مصادقة من البابا بيوس الحادي عشر. مديرها الحالي البروفيسور لوقا دي ماتا.
يقع المقر الرئيسي للوكالة في قصر نشر الإيمان في الفاتيكان.
صدرت الطبعات الأولى للوكالة بالإنكليزية والفرنسية والبولونية، ولكن بهذه الأخيرة لفترة قصيرة فقط، ثم أضيفت إليها الإيطالية في سنة 1929 فالإسبانية (1930) فالألمانية (1932). وفي سنة 1998 افتُتح لها موقع على الإنترنت وتوقفت إصداراتها الورقية بالكامل، وأضيفت إليها ثلاث لغات أخرى هي الصينية (1998) والبرتغالية (2002) والعربية (2008).
تتاح مواد الوكالة بموجب رخصة المشاع الإبداعي، الإصدارة 4.0 بشرط النسبة.